# La Caldera, Mexiko
La Caldera är en ort i Mexiko.   Den ligger i kommunen San Luis Potosí och delstaten San Luis Potosí, i den centrala delen av landet, 400 km nordväst om huvudstaden Mexico City. La Caldera ligger 1 761 meter över havet och antalet invånare är 102.
Terrängen runt La Caldera är platt åt sydost, men åt nordväst är den kuperad. La Caldera ligger nere i en dal. Runt La Caldera är det tätbefolkat, med 591 invånare per kvadratkilometer. Närmaste större samhälle är Ahualulco, 11,9 km sydväst om La Caldera. Omgivningarna runt La Caldera är i huvudsak ett öppet busklandskap.